# Colombe de Veraguas
Leptotrygon veraguensis
Genre
Espèce
Statut de conservation UICN

 LC  : Préoccupation mineure
La Colombe de Veraguas (Leptotrygon veraguensis) ou Colombe de Veragua, est une espèce d'oiseaux de la famille des Columbidae.

## Répartition
Cet oiseau vit en Colombie, au Costa Rica, en Équateur, au Nicaragua et au Panama.

## Habitat
La Colombe de Veraguas habite les forêts humides tropicales et subtropicales.